# Haaßel (Selsingen)
 Haaßel  ist ein Ortsteil der Gemeinde Selsingen im niedersächsischen Landkreis Rotenburg (Wümme). Das Dorf liegt östlich der B 71 und östlich vom Kernbereich von Selsingen.

## Geschichte
Der Waldname Haaßel bedeutet vermutlich Haselhain. Ein nach 1200 erwähntes Ministerialien-Geschlecht von Hasle hatte wahrscheinlich hier seinen Sitz. Um 1500 bestand der Ort aus fünf Höfen und einigen Katen. Nach 1750 entstand neben dem Ortskern neue Ansiedlungen.
Am 1. März 1974 wurde Haaßel in die Gemeinde Selsingen eingegliedert.

## Baudenkmale
In der Liste der Baudenkmale in Selsingen sind für Haaßel zwei Baudenkmale eingetragen:
- Wohn- und Wirtschaftsgebäude Lüttje Stroot 1A von 1991 in Fachwerk mit  reetgedeckten Satteldach
- Wohn- und Wirtschaftsgebäude Unter den Eichen 1 von 1802 in Fachwerk mit reetgedeckten Krüppelwalmdach